# Lars Liebold
Lars R. Liebold (* 1974 in Bruchsal) ist ein deutscher Kameramann.

## Leben
Lars Liebold absolvierte nach seinem Abitur von 1995 bis 1997 mehrere Praktika und arbeitete mehrfach als Assistent bei mehreren Filmproduktionen in und um München. Anschließend studierte er von 1997 bis 2004 Kamera, szenischer Film und Werbung an der Filmakademie Baden-Württemberg.
Mit Meine Frau, meine Freunde und ich und Kammerflimmern debütierte er 2004 als Kameramann für einen Langspielfilm. Für letzteren erhielt er ein Jahr später eine Nominierung für den Deutschen Kamerapreis.
Er arbeitet häufig mit den Regisseuren Till Endemann und Lancelot von Naso zusammen.
Liebold lebt in Berlin.

## Filmografie (Auswahl)
- 2003: Der Typ
- 2003: Morgen früh ist die Nacht rum
- 2004: Kammerflimmern
- 2004: Meine Frau, meine Freunde und ich
- 2006: Krimi.de (Netzpiraten & Unter Druck)
- 2006: Kahlschlag
- 2008: Das Duo: Verkauft und verraten
- 2008: Strafstoß (Kurzfilm)
- 2009: Flug in die Nacht – Das Unglück von Überlingen
- 2009: Keep Surfing
- 2010: Vater Morgana
- 2011: Carl & Bertha
- 2012: Auslandseinsatz
- 2014: Unter Anklage: Der Fall Harry Wörz
- 2015: Kommissar Marthaler – Ein allzu schönes Mädchen
- 2015: Kommissar Marthaler – Engel des Todes
- 2016: Der Island-Krimi – Der Tote im Westfjord
- 2016: Wilsberg: In Treu und Glauben
- 2017: Das doppelte Lottchen
- 2017: Wilsberg: Der Betreuer
- 2017: So auf Erden
- 2018: Der Wunschzettel
- 2018: Wir sind doch Schwestern
- 2019: Gegen die Angst
- 2019: Eine Hochzeit platzt selten allein
- 2019: Axel der Held
- 2019: Im Schatten der Angst
- 2019: Bonusfamilie (Fernsehserie, 6 Folgen)
- 2021: Das Versprechen
- 2021: Der Usedom-Krimi: Entführt
- 2021: Tatort: Rettung so nah
- ab 2023: Nord bei Nordwest (Fernsehreihe)
  - 2023: Canasta
  - 2023: Natalja
  - 2025: Haare? Hartmann!
  - 2025: Das Nolden-Haus